# Карлинер, Марлен Моисеевич
Марле́н Моисе́евич Карли́нер (26.10.1924-20.02.2005) — российский учёный в области электроники, высокочастотных систем, динамики пучков заряженных частиц. Доктор физико-математических наук (1975), профессор кафедры радиофиззики физического факультета НГУ (1980), заслуженный деятель науки РФ (1998).

## Биография
Участник Великой Отечественной войны, старший инженер-лейтенант. Работал в Институте ядерной физики СО АН СССР (РАН), с 1968 г. заведующий радиотехнической лабораторией (после отъезда в Москву В. С. Панасюка).
По совместительству с 1961 г. преподавал на физическом факультете Новосибирского государственного университета, основатель кафедры радиофизики и с 1967 по 1991 г. её заведующий.
Специалист в области электроники, высокочастотных систем, динамики пучков и др.
Внёс вклад в развитие СВЧ-техники, в создание высокочастотных ускоряющих резонаторов для электрон-позитронных коллайдеров ВЭПП-2, ВЭПП-3, ВЭПП-4, в разработку нового класса СВЧ усилителей Гирокон и Магникон. Развил теорию взаимодействия коротких сгустков заряженных частиц с окружающими их в ускорителях структурами.
Руководил разработкой, изготовлением и введением в строй многочисленных электронных систем для экспериментальных физических установок своего института, участвовал в создании первой в СССР системы автоматизированного управления ускорительным комплексом при помощи ЭВМ.
Доктор физико-математических наук (1973), профессор. Докторская диссертация:
- Ограничение интенсивности пучка в электрон-позитронных накопителях вследствие когерентного электромагнитного взаимодействия пучка с окружающей материальной структурой : диссертация … доктора физико-математических наук : 01.04.03. — Новосибирск, 1973. — 272 с. : ил.

## Сочинения
- Электродинамика СВЧ: курс лекций. Учебное пособие для студентов вузов, обучающихся по специальности 010701.65 «Физика», направлениям 010700.62 «Физика», 010800.62 «Радиофизика» / М. М. Карлинер; Федеральное агентство по образованию, Новосибирский гос. ун-т, Физ. фак., Каф. радиофизики. — Изд. 2-е, испр. — Новосибирск : Новосибирский гос. ун-т, 2006 (Новосибирск : РИЦ НГУ). — 257 с. : ил.; 20 см; ISBN 5-94356-325-3
- Релятивистская высокочастотная электроника. Горький, 1979. С. 130—156. (в соавт.)
- Приближённая теория магникона / Препринт ИЯФ. Новосибирск, 1987. 41 c. (в соавт.)
- V.L. Auslander, M.M. Karliner, A.A. Naumov, S.G. Popov, A.N. Skrinsky, I.A. Shekhtman. Phase Instability Of Intense Electron Beam In A Storage Ring (англ.) // Proc. HEACC'1965. — 1965. — С. 339.
- V.G. Veshcherevich, M.M. Karliner, V.M. Petrov, I.K. Sedlyarov, I.A. Shekhtman. Accelerating Resonator for the VEPP-2 Storage Ring (англ.) // SLAC-TRANS-0103. — 1969.
- V.L. Auslender, G.I. Budker, I.B. Wasserman, N.S. Dikanskii, M.M. Karliner, M.D. Malev, S.I. Mishnev, V.A. Sidorov, A.N. Skrinskii, G.M. Tumaikin, A.G. Khabakhpashev, Yu.M. Shatunov, I.A. Shekhtman. Реконструкция установки со встречными электрон-позитронными пучками ВЭПП-2 // Proc. HEACC'1969. — 1969.
- G.I. Budker, M.M. Karliner, I.G. Makarov, S.N. Morozov, O.A. Nezhevenko, G.N. Ostreiko, I.A. Shekhtman. The Gyrocon: An Efficient Relativistic High Power VHF generator // Part. Accel.. — 1979. — Т. 10. — С. 41—59.

## Награды
- Медаль «За доблестный труд в Великой Отечественной войне» (1946)[3].
- Медаль «За доблестный труд. В ознаменование 100-летия со дня рождения В. И. Ленина» (1970)[3].
- Медаль «За трудовую доблесть» (1976)[3].
- Медаль «Ветеран труда» (1985)[3].
- Заслуженный деятель науки РФ (1998)[3].